# Operación Vegetarian
La Operación Vegetarian fue un plan militar británico de guerra biológica de 1942 para diseminar tortas de linaza infectadas con esporas de ántrax en los campos de Alemania . Estos pasteles habrían sido comidos por el ganado, que luego sería consumido por la población civil, provocando la muerte de millones de civiles alemanes. Además, habría acabado con la mayor parte del ganado de Alemania, creando una enorme escasez de alimentos para el resto de la población que no estaba infectada. Los preparativos no se completaron hasta principios de 1944.

## Historia

### Producción
Los esfuerzos para investigar la viabilidad de la Operación Vegetarian comenzaron en 1942 con el director del departamento de biología de Porton Down, Paul Fildes.Se le ordenó encontrar proveedores adecuados de los productos químicos necesarios para la producción tanto del ántrax como de las tortas mismas, junto con los contenedores especializados para transportarlos y evitar la contaminación durante el transporte. Esto también significó que algunos aviones de la Fuerza Aérea de Reino Unido tuvieron que ser modificados para poder lanzar las cargas útiles que no eran municiones sin destruirlas en el proceso. Para la producción de tortas de linaza se subcontrató a Olympia Oil and Cake Company, con sede en Blackburn Meadows, con la finalidad de producir grandes lotes de tortas completas. El corte de los pasteles en los tamaños apropiados se encargó a una empresa fabricante de jabón llamada J & E Atkinson. Fueron contratados para cortar pasteles en tamaños de «2,5 cm de diámetro y 10 gramos de peso» y del orden de 180.000 a 250.000 piezas por semana, con un objetivo final de 5.273.400 pasteles para la fecha final de abril de 1943.
La bacteria del ántrax fue producida internamente por el gobierno en un laboratorio operado por el Ministerio de Agricultura, Pesca y Alimentación de Reino Unido, siendo otro científico empleado el responsable de descubrir el método de inyección para introducir el ántrax en las rebanadas de pastel de linaza. La tarea de inyectar el ántrax recayó en 13 mujeres que anteriormente trabajaban como fabricantes de jabón. Los contenedores elegidos para albergar las tartas y permitir un fácil despliegue y posterior acceso del ganado fueron cajas de cartón de 18 centímetros cuadrados con capacidad para 400 tartas cada una, además de un asa de acero para poder moverlas con el mínimo contacto.
La tarea final de producción fue cómo se unirían y desplegarían desde los aviones de la RAF. Finalmente, la RAF ideó un sistema de bandejas de madera que se podía unir a los conductos de bengalas para su liberación. Los aviones modificados para esta tarea fueron Avro Lancaster, Handley Page Halifax y Short Stirling.

### Testeo e implementación
La prueba del ántrax como método de eliminación en animales se realizó en la isla Gruinard, frente a la costa de Escocia. La ubicación fue elegida debido a su pequeño tamaño, de sólo 520 acres (2 km) en total, y su falta de habitantes, además de que había una base militar cercana en Loch Ewe que servía como área de preparación. Las pruebas originales sobre la eficacia del ántrax se llevaron a cabo en la isla entre 1940 y 1941 y la bacteria se incluyó en una bomba química, que se arrojó sobre 60 ovejas que habían sido enviadas a la isla. La bomba en sí contenía una espesa suspensión de esporas concentradas de ántrax y fue lanzada mediante un avión bombardero Vickers Wellington. Esta prueba resultó más eficaz de lo esperado: todas las ovejas murieron en cuestión de días, pero también infectaron a varios animales de granja en el continente meses después. Más tarde se determinó que uno de los cadáveres de ovejas enterrados había sido desenterrado debido a una gran tormenta y arrastrado a la orilla. Otras pruebas continuaron hasta 1943, cuando el riesgo de infectar a las poblaciones cercanas se hizo demasiado grande y la isla fue puesta en cuarentena de todo tráfico de barcos y aviones.
La Operación Vegetarian estaba completamente lista para su despliegue en la primavera de 1944 y se redactaron planes para que los pasteles se dejaran caer en el verano, cuando el ganado alemán pastaría abiertamente en los campos. Para atraer al ganado a comer preferentemente las tortas de linaza, era necesario dejarlas caer después de que se hubiera consumido la hierba primaveral y la cantidad de comida que quedaba era limitada. La incursión y los lanzamientos desde el aire debían realizarse en una sola acción y lo más rápido posible para evitar que el ejército alemán obtuviera conocimiento de lo que se estaba lanzando. Fildes estimó que se podría lograr una ruta de vuelo a través de Oldenburg y Hannover en 18 minutos y cubrir 60 millas (96,5 km.) de tierras de pastoreo de ganado. Pero cuando llegó el verano planeado, ya se había producido la invasión de Normandía y las tropas aliadas avanzaban por el norte de Europa, lo que provocó que se abandonara la Operación Vegetariana.
Los cinco millones de pasteles elaborados para ser distribuidos en Alemania fueron finalmente destruidos en un incinerador poco después del final de la Segunda Guerra Mundial. Debido a la contaminación generalizada por las esporas de ántrax, la isla permaneció cerrada hasta 1990.

## Medios populares
En su novela The Impossible Dead (2011), el escritor Ian Rankin menciona los eventos clandestinos que rodearon la remoción de suelos contaminados de la isla Gruinard por parte de un grupo de protesta, el Dark Harvest Commando, y la eliminación de la isla de los mapas por parte del gobierno británico.
La isla también figura como escenario principal de la novela de 1985 El año de Gracia, de Cristina Fernández Cubas, en la que la protagonista pasa un invierno náufrago en la isla.